# Wellenlänge

Die Wellenlänge ist grafisch veranschaulicht der Abstand zwischen zwei benachbarten Wellenbergen oder allgemeiner zwischen zwei benachbarten Punkten gleicher Phase (das sind Punkte mit gleicher Auslenkung und gleicher Steigung).

Die Wellenlänge {\displaystyle \lambda } (griechisch: Lambda) einer periodischen Welle ist der kleinste Abstand zweier Punkte gleicher Phase. Dabei haben zwei Punkte die gleiche Phase, wenn sie im zeitlichen Ablauf die gleiche Auslenkung (Elongation) und die gleiche Bewegungsrichtung haben. Die Wellenlänge ist das räumliche Analogon zur zeitlichen Periodendauer.
Allgemein gilt
{\displaystyle \lambda ={\frac {v}{f}}\ ,}
wobei {\displaystyle v} Ausbreitungsgeschwindigkeit (genauer: die Phasengeschwindigkeit) und {\displaystyle f} die Frequenz der Welle ist.
In manchen Fällen verwendet mal die reduzierte Wellenlänge ƛ:
{\displaystyle {\text{ƛ}}={\frac {\lambda }{2\pi }}={\frac {v}{\omega }}},
wobei {\displaystyle \omega =2\pi f} die Kreisfrequenz ist.

## Abhängigkeit vom Medium
Bei gegebener Frequenz hängen Ausbreitungsgeschwindigkeit und Wellenlänge vom Ausbreitungsmedium ab und von der Geometrie der Welle. Bei elektromagnetischen Wellen spricht man zur Unterscheidung von Vakuumwellenlänge oder von Freiraumwellenlänge, wenn man nicht die Welle im Medium bzw. nicht die Welle in einem Wellenleiter meint.

## Wellenlänge von Schallwellen
Das menschliche Ohr ist für Frequenzen von maximal etwa 16 Hertz bis 20 kHz empfindlich (das entspricht einem Wellenlängenbereich von ca. 21 m bis 17 mm bei einer Schallausbreitungsgeschwindigkeit im Medium Luft von {\displaystyle c} = 343 m/s), wobei die Wahrnehmungsfähigkeit für höhere Frequenzen in der Regel mit zunehmendem Alter nachlässt. Da sich die Wellenlänge proportional zur Schallausbreitungsgeschwindigkeit im Ausbreitungsmedium verhält, hat ein Ton mit einer Frequenz von 16 Hertz im Wasser ({\displaystyle c} = 1484 m/s) eine Wellenlänge von etwa 90 m. Der Höreindruck, die Tonhöhe, ist durch die Frequenz gegeben, nicht durch die Wellenlänge in einem Medium außerhalb des Ohrs, da die Schallausbreitungsgeschwindigkeiten der Medien im Innenohr – und damit die dort auftretenden Wellenlängen eines bestimmten Tones – unabhängig davon sind, durch welche Medien der Ton das Trommelfell erreicht. Bestimmte Tierarten können auch Schallwellen mit niedrigeren oder höheren Frequenzen wahrnehmen, daher auch Schall anderer Wellenlängenbereiche.

## Wellenlänge elektromagnetischer Strahlung

Übersicht der elektromagnetischen Wellen mit dem sichtbaren Spektrum im Detail

### Wellenlänge elektromagnetischer Wellen im Medium
Elektromagnetische Wellen aller Frequenzen breiten sich im Vakuum mit derselben Geschwindigkeit c0 aus, der Lichtgeschwindigkeit. In einem Medium wie Luft oder Wasser ist die Ausbreitungsgeschwindigkeit c′ geringer. Dies wird durch den Brechungsindex {\displaystyle n} des Mediums beschrieben:
{\displaystyle c^{\prime }={\frac {c_{0}}{n}}\quad } mit {\displaystyle \quad n>1}.
Wenn eine elektromagnetische Welle in ein Medium eintritt, ändert sich die Frequenz nicht, wohl aber die Wellenlänge:
{\displaystyle \lambda ^{\prime }={\frac {c^{\prime }}{f}}={\frac {c_{0}}{f}}\cdot {\frac {1}{n}}={\frac {\lambda _{0}}{n}}}.
Sie wird also um denselben Faktor kleiner wie die Ausbreitungsgeschwindigkeit.

### Wellenlängen des sichtbaren Lichtes: Farben
Unterschiedliche Wellenlängen werden vom menschlichen Auge als Farben wahrgenommen. Analog zum Hören ist der Farbeindruck durch die Frequenz gegeben, nicht durch die Wellenlänge in einem Medium außerhalb des Auges. Üblicherweise beschreibt man Licht aber durch seine Wellenlänge. Dies ist unkritisch, weil in Luft {\displaystyle n\approx 1.}
Der sichtbare Bereich erstreckt sich von λ ≈ 380 nm (Violett) bis 780 nm (Rot). Bienen sehen auch kurzwelligere Strahlung (Ultraviolett), können dafür aber kein rotes Licht wahrnehmen. Unter optimalen Bedingungen können die Grenzen der menschlichen Wahrnehmung 310 nm (UV) bis 1100 nm (Nahes Infrarot, Wärmestrahlung) betragen.

## De-Broglie-Wellenlänge
Louis de Broglie entdeckte, dass alle Teilchen durch Materiewellen beschrieben werden können. Die Wellenlänge einer solchen Materiewelle wird De-Broglie-Wellenlänge genannt und hängt vom Impuls p des Teilchens ab:
{\displaystyle \lambda ={\frac {h}{p}}.}
Für ein relativistisches Teilchen kann die Wellenlänge mit folgender Gleichung bestimmt werden:
{\displaystyle \lambda ={\frac {h}{p}}={\frac {h}{\gamma mv}}={\frac {h}{mv}}{\sqrt {1-{\frac {v^{2}}{c^{2}}}}}.}
Dabei ist h die Planck-Konstante, m die Masse, v die Geschwindigkeit des Teilchens und γ der Lorentzfaktor. Materiewellen sind keine physischen Objekte, die mit der Umgebung interagieren, sondern ein mathematisches Konstrukt, das das quantenmechanische Verhalten der Teilchen beschreibt.